# Xinle
Xinle (新乐市S, XīnlèP) è una città-contea della Cina, situata nella provincia di Hebei e amministrata dalla prefettura di Shijiazhuang.